# 서울북한산초등학교
서울북한산초등학교는 대한민국 서울특별시 은평구 진관동에 있는 공립 초등학교이다.

## 학교 연혁
- 1967년 3월 25일 서울북한산국민학교 개교(7학급)
- 1996년 3월 1일 현재 교명으로 변경
- 2015년 3월 1일 서울형 혁신학교 지정
- 2016년 2월 16일 제49회 졸업생 26명(누계 2969명)
- 2016년 3월 1일 9학급 편성(특수반 1학급 포함)
- 2017년 2월 17일 제50회 졸업생 25명(누계 2994명)
- 2017년 3월 1일 9학급 편성(특수반 1학급 포함)
- 2017년 3월 1일 전진극 교장 부임

## 참고 자료
- 서울북한산초등학교 - 한국교육학술정보원 학교알리미